# Shell
Shell, «Шелл» — британская нефтегазовая компания. На 2018 год крупнейшая нефтегазовая и 11-я крупнейшая публичная компания в мире, согласно рейтингу Forbes Global 2000 (в том числе 3-я крупнейшая по выручке, 21-я по чистой прибыли, 83-я по размеру активов и 15-я по рыночной капитализации); пятая в рейтинге Fortune Global 500. Штаб-квартира расположена в Лондоне (Великобритания).

## История

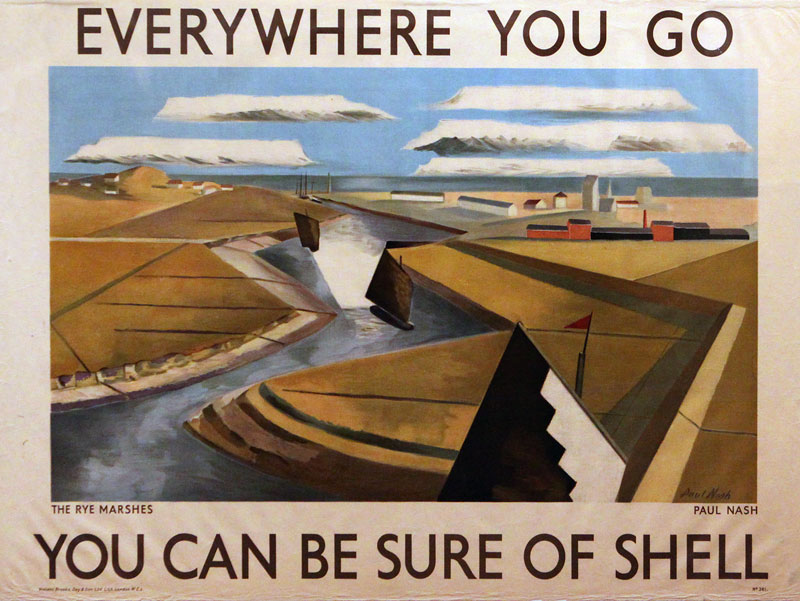
Старинная реклама Shell: «Куда бы вы ни поехали, вы можете быть уверены в Shell»

Группа была создана в 1907 году путём объединения Royal Dutch Petroleum Company и The «Shell» Transport and Trading Company Ltd. Это слияние, в основном, было обусловлено необходимостью конкуренции на мировом рынке с американской компанией Standard Oil и первоначально (до 2005 года) носило форму партнёрства двух самостоятельных холдинговых компаний.
Royal Dutch была основана в 1890 году в Гааге после получения концессии на добычу нефти на острове Суматра в голландской Ост-Индии (современная Индонезия); компания была создана при поддержке короля Виллема III, поэтому и называлась «Royal Dutch», то есть «королевская голландская». Месторождение на Суматре было открыто в 1885 году, уже в 1892 году начался экспорт нефти. Основал компанию Август Кесслер (J.B. August Kessler), однако в 1896 году в состав руководства вошёл 30-летний Генри Детердинг (Henri Deterding), в 1901 году ставший генеральным директором Royal Dutch. По его инициативе в 1903 году была создана маркетинговая компания Asiatic Petroleum Company (Азиатская нефтяная компания), совместное предприятие Royal Dutch, Shell и парижской ветви семьи Ротшильд (у которых были значительные интересы в российской нефтедобыче).
Истоки Shell уходят в 1830-е годы к торговцу Маркусу Сэмюелю, который продавал шкатулки, украшенные морскими раковинами (англ. shell, отсюда и название, и логотип). В 1878 году два его сына, Маркус и Сэмюэль, основали компанию Marcus Samuel & Co. с офисами в Великобритании и Японии, которая стала одной из крупнейших пароходных и торговых компаний на Дальнем Востоке. В 1880-х годах одним из основных направлений деятельности их компании стала транспортировка каспийской нефти на Дальний Восток (сначала морем вокруг Африки, с 1892 года через Суэцкий канал). В 1897 году для этого была основана The «Shell» Transport and Trading Company, в следующем году она начала разработку месторождения нефти на острове Борнео. В первые годы компания быстро росла, но братья Сэмюели оказались недостаточно опытными бизнесменами для операций такого масштаба, их крупный просчёт с участием в техасской нефти в 1901 году поставил компанию в тяжёлое положение, а партнёрство их компании в Asiatic Petroleum Company вскоре попало под почти полный контроль Royal Dutch. Таким образом, при формировании в 1907 году Royal Dutch/Shell Group на британскую составляющую приходилось только 40 % акций, главой группы стал Детердинг. В 1910 году Royal Dutch Shell приобретает первую концессию на разработку российских месторождений в Грозненском нефтяном районе и приступает к масштабной добыче нефти. К 1914 году активы группы выросли в 2,5 раза, рост в основном дали покупки в России (в 1910 году) и Венесуэле (в 1913 году), помимо этих стран у группы были добывающие активы в Румынии (с 1906 года), Ираке, Египте (с 1911 года), Мексике и Тринидаде (с 1914 года). В 1912 году группа вышла на рынок США, основав в Оклахоме Roxana Petroleum Company и купив маркетинговую компанию American Gasoline Company, в следующем году была куплена британская компания с нефтяными активами в Калифорнии California Oilfields, Ltd. В 1915 году добыча нефти Royal Dutch/Shell только в США составляла 6 млн баррелей. Однако Первая мировая война усложнила работу группы, оборудование в Румынии было разрушено, активы в России национализированы в 1917 году, в Великобритании группу подозревали в поставках нефти противнику через нейтральные страны.
1920-е годы стали периодом быстрого роста. В 1919 году были куплены крупные месторождения в Мексике у британской компании Mexican Eagle. В 1922 году была создана компания Shell Union Oil Corporation (в 1949 году переименованная в Shell Oil Company), объединившая американские активы группы, также быстро наращивалась добыча нефти в Венесуэле. В 1929 году были созданы две химические компании, одна в США, другая в Нидерландах. Проблему перепроизводства нефти в конце 1920-х годов и во время Великой депрессии Детердинг пытался решить картельными соглашениями Royal Dutch/Shell со Standard Oil of New Jersey и Anglo-Persian Oil Company, первая встреча глав этих компаний состоялась в шотландском замке Ахнакарри (Achnacarry) в 1928 году. В 1930-х годах про-фашистские симпатии Детердинга начали создавать для группы слишком много проблем, и в 1936 году он был смещён с поста главы Royal Dutch/Shell (и в 1939 году умер), группа после него управлялась комитетом без ярко выраженного лидера.
Хотя в 1938 году мексиканские активы были национализированы, и в ходе Второй мировой войны были потоплены 87 судов группы, это компенсировалось высоким спросом на все виды продукции Royal Dutch/Shell (как нефтепродукты, так и синтетическую резину) в военные годы. Спрос продолжал расти и в 1950-е и 1960-е годы, это был самый благоприятный период как для Shell (на которую приходилось одна седьмая часть нефтедобычи в мире), так и для других «сестёр» — British Petroleum, Exxon, Texaco, Chevron, Mobil и Gulf Oil. Также в эти десятилетия Royal Dutch/Shell расширила сферу деятельности на добычу природного газа и добычу нефти в открытом море. В 1959 году Shell в партнёрстве с Esso обнаружили месторождение газа в Гронингене (Нидерланды), оказавшееся одним из крупнейших в мире, к началу 1970-х годов оно давало половину потребляемого в Европе газа. В 1971 году было открыто месторождение нефти в Северном море, а также крупное месторождение газа на австралийском шельфе. Параллельно развивалось и химическое подразделение, группа производила несколько сотен наименований химикатов на предприятиях по всему миру. В 1987 году Shell была вынуждена уйти из ЮАР (где тогда государственной политикой был апартеид) из-за постоянных поджогов собственности компании группой Революционное антирасистское действие.
Положение в нефтедобывающей отрасли радикально изменилось в 1973 году, когда страны ОПЕК в одностороннем порядке подняли цену на нефть. К этому времени значительная часть активов Royal Dutch/Shell и других западных нефтяных компаний в развивающихся странах была национализирована. Группе пришлось искать новые месторождения в странах, не входящих в ОПЕК, а также осваивать новые направления деятельности, например в 1974 году была создана угледобывающая компания Shell Coal International и куплена горнодобывающая компания Billiton, ещё больший акцент был сделан на химическую отрасль. Эта диверсификация, однако, далеко не во всём была успешной: некоторые химические предприятия работали в убыток из-за перепроизводства, непрофильные активы в основном были проданы в 1980-х годах (Billiton в 1994 году стала частью BHP Billiton).
В 1998 году было создано совместное предприятие Shell Oil Company, Texaco Inc. и Saudi Aramco, объединившее активы этих компаний по переработке нефти и реализации нефтепродуктов в восточных штатах США; оно было названо Motiva Enterprises LLC, доля Shell в нём составляла 35 %. Аналогичные активы в остальной части США Shell Oil Co. и Texaco Inc. объединили в совместное предприятие Equilon Enterprises LLC.
В 2004 году Royal Dutch/Shell вынуждена была признать, что её доказанные резервы были сильно завышены, их пересчёт в следующем году дал результаты на 40 % ниже. Это существенно снизило рыночную капитализацию группы, и держатели акций выступили за упрощение структуры Royal Dutch/Shell. Летом 2005 акционеры Royal Dutch Petroleum Company и The «Shell» Transport and Trading Company Ltd одобрили слияние материнских компаний в одну компанию со штаб-квартирой в Нидерландах. Эта сделка превратила в 2005 году Нидерланды в крупнейшего в мире инвестора, а Великобританию — в главного получателя инвестиций в мире (они выросли втрое, до $164,5 млрд).
В 2012—15 годах была проведена существенная распродажа активов в США, Австралии, Бразилии и Италии.
В феврале 2016 Royal Dutch Shell завершила поглощение британской BG Group, о котором было объявлено в апреле 2015 года. Сумма сделки составила 70 млрд долларов США. Акционеры BG Group согласно условиям сделки получили около 19 % объединённой компании, а Royal Dutch Shell — доступ к запасам сжиженного природного газа, на добыче которого специализировалась британская компания.
В 2017 году была куплена нидерландская компания NewMotion, один из крупнейших в Европе операторов точек зарядки электромобилей (50 тысяч в 25 странах Европы, из них 30 тысяч в Нидерландах).
В 2018 году компания Shell стала одной из основательниц компании Komgo, предназначенной для разработки Ethereum-платформы для финансирования торговли различными товарами (от нефти до пшеницы).
В 2019 году чистая прибыль Shell составляла $15,8 млрд. Чистый убыток Royal Dutch Shell за 2020 год в составил $21,7 млрд — он оказался рекордным и стал первым годовым убытком компании за несколько десятилетий. А уже в 2022 году Shell установила рекорд по чистой прибыли, которая увеличилась вдвое (по сравнению с показателем 2021 года), до $42,31 млрд.
В начале 2022 года название Royal Dutch Shell было упрощено до Shell plc, а штаб-квартира перенесена из Гааги в Лондон.

## Собственники и руководство
Акции Shell находятся в свободном обращении на фондовых биржах Амстердама (Euronext), Лондона и Нью-Йорка. Крупнейшим номинальным держателем акций (около 40 %) является нидерландский трастовый фонд Nederlands Centraal Instituut Voor Giraal Effectenverkeer BV, входящий в бельгийскую финансовую компанию Euroclear. Эта компания была основана в 1968 году J.P. Morgan & Co. для операций с евробондами. Другие акционеры:
- BlackRock Investment Management (UK) Ltd. — 4,78 %
- The Vanguard Group, Inc. — 3,32 %
- Franklin Advisers, Inc. — 2,99 %
- Legal & General Investment Management Ltd. — 2,81 %
- Norges Bank Investment Management — 2,57 %
- State Street Global Advisors Ltd. — 2,43 %
- BlackRock Fund Advisors — 2,41 %
- FIL Investment Advisors (UK) Ltd. — 1,87 %
- Clearstream Banking SA — 1,66 %

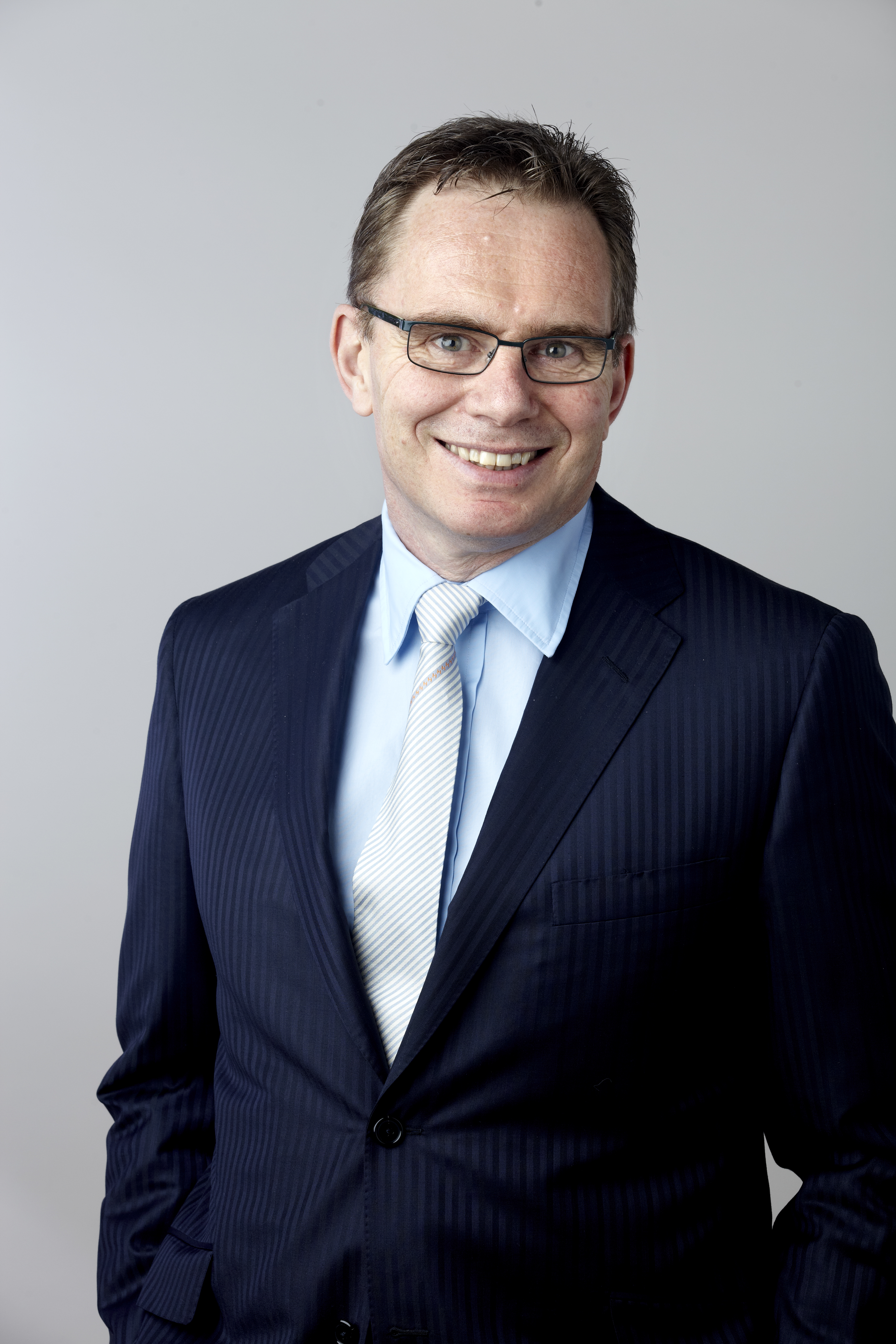
Эндрю МакКензи, председатель правления

Высшим органом управления Shell является совет директоров, который собирается 8 раз в год и включает председателя, его заместителя, главного исполнительного и главного финансового директоров и от 7 до 9 независимых директоров, все они ежегодно переизбираются общим собранием акционеров. Основными функциями совета директоров являются формирование общей стратегии развития компании, контроль за финансовой отчётностью, включая утверждение годового отчёта, подписание крупных контрактов и назначение высшего руководства компании. Текущими делами компании занимается исполнительный комитет, возглавляемый главным исполнительным директором.
- Эндрю МакКензи[англ.] (род. 20 декабря 1956 года в Лондоне) — председатель совета директоров с мая 2021 года. До этого возглавлял BHP (с 2013 по 2019 год). С 2003 по 2007 год работал в Rio Tinto, а начинал карьеру в British Petroleum.
- Ваэль Саван[англ.] (род. в 1974 году в Бейруте) — главный исполнительный директор с января 2023 года; в компании «Шелл» с 1997 года.
- Юлин Го (Euleen Goh) — заместитель председателя и старший независимый член совета директоров с мая 2020 года, член совета директоров с 2014 года; ранее работала в Standard Chartered, в частности с 2001 по 2006 год возглавляла сингапурскую дочернюю компанию; также входит в советы директоров SATS Limited, CapitaLand Limited, и DBS Group Holdings Limited.
- Джессика Уль (Jessica Uhl) — главный финансовый директор (CFO) с марта 2017 года; в компании с 2004 года, с 1997 по 2003 год работала в Enron, с 1990 по 1996 год в Citibank[2].

Независимые члены совета директоров:
- Дик Боэр (Dick Boer) — член совета директоров с 2020 года, ранее возглавлял Ahold Delhaize, также член советов директоров Nestlé и SHV Holdings;
- Нил Карсон (Neil Carson) — член совета директоров с 2019 года, ранее возглавлял Johnson Matthey;
- Анн Годбихир (Ann Godbehere) — член совета директоров с 2018 года; ранее была главным финансовым директором в Swiss Re and Northern Rock;
- Джейн Холл Льют (Jane Holl Lute) — член совета директоров с 2021 года, карьера проходила на госслужбе в США, в частности была заместителем министра внутренней безопасности и посланником ООН по Кипрскому конфликту;
- Кэтрин Хьюз (Catherine J. Hughes) — член совета директоров с 2017 года; ранее работала в нефтяных компаниях Nexen Inc. (2009—2013 годы, вице-президент), Husky Oil (2005—2009 годы, вице-президент), начинала карьеру в нефтесервисной компании Schlumberger;
- Мартина Хунд-Меджин (Martina Hund-Mejean) — член совета директоров с 2020 года, член советов директоров Prudential Financial, Colgate-Palmolive и Truata, с 2007 по 2019 год была главным финансовым директором Mastercard;
- Абрам Шот (Abraham Schot) — член совета директоров с 2020 года, ранее карьера проходила в Volkswagen;
- Геррит Зальм[англ.] — член совета директоров с 2013 года; ранее был председателем правления ABN AMRO Bank N.V. (с 2010 по 2016 год), министром финансов Нидерландов (с 1994 по 2007 год); входит в советы директоров Moody’s и Danske Bank;
- Линда Коултер (Linda M. Coulter) — секретарь компании с 2017 года, юрисконсульт с 2016 года, в компании с 1995 года.

Прежнее высшее руководство группы включает Петера Возера (нидерл. Peter Voser), CEO с 2009 по 2013 года; Джона Керра, возглавлявшего компанию The «Shell» Transport and Trading Company с 2002 года, а с 2006 по 2012 год — заместителя председателя совета директоров объединённой группы; Мартена ван ден Берга, сын Сидни Джеймса ван ден Берга, долгое время председательствовавшего в Unilever и являвшемся голландским министром обороны в 1959, и внук Сэмюэла ван ден Берга, одного из основателей Unilever.

## Деятельность
Основные подразделения:
- Природный газ (Integrated Gas) — добыча природного газа, его транспортировка, преобразование в сжиженный газ, получение жидкого топлива, обслуживание инфраструктуры по доставке газа потребителям; также к этому подразделению относятся такие неосновные направления деятельности, как производство электроэнергии (ветрогенераторы общей мощностью 1,2 ГВт), биотоплива (опытный завод в Индии) и водородного топлива (проекты в Германии, Великобритании и Калифорнии), торговля правами на выбросы углекислого газа; выручка в 2021 году составила 52,4 млрд долларов, производство газа и другой продукции составляло 942 тыс. баррелей в нефтяном эквиваленте в день, производство сжиженного газа составило 31 млн тонн, в основном в Австралии, Нигерии, Тринидаде и Тобаго, России, Катаре и Брунее.
- Нефтедобыча (Upstream) — добыча нефти, включая сланцевую нефть и глубоководную добычу; к наиболее важным странам относятся Бразилия, США, Оман, Нигерия, Великобритания, Казахстан, Малайзия, Россия, Норвегия, Дания, Канада, Габон, Италия; уровень добычи составлял 2,24 млн баррелей в день, выручка в 2021 году составила 9,2 млрд долларов.
- Продажа нефтепродуктов (Oil Products) — переработка нефти и продажа нефтепродуктов (бензин, керосин, дизельное топливо, смазочные материалы), а также биотоплива и серы; у Shell есть доли в 10 нефтеперерабатывающих комплексах, в сумме эти доли дают производительность 1,6 млн баррелей в день, крупнейшие из них находятся в Сингапуре, Германии, Нидерландах, США, Канаде, Аргентине, ЮАР; под торговой маркой Shell работает 46 тысяч автозаправок в 70 странах, ежедневно ими пользуется более 32 млн клиентов; выручка в 2021 году составила 182,9 млрд долларов, продажи нефтепродуктов составили 4,46 млн баррелей в день (от 97,4 млн мирового показателя).
- Нефтехимия (Chemicals) — переработка нефти и газа в химическую продукцию (этилен, пропилен, ароматические соединения, стирол, спирты); нефтехимические предприятия находятся в США, Канаде, Сингапуре, Китае, Германии, Великобритании и Нидерландах; выручка в 2021 году составила 17,0 млрд долларов, 14,2 млн тонн продукции.

Географическое распределение выручки:
- Европа — 78,5 млрд долларов;
- Азия, Океания и Африка — 87,1 млрд долларов;
- США — 73,6 млрд долларов;
- остальная Америка — 22,2 млрд долларов.

| Год                 | 2004...  | 2010  | 2011  | 2012  | 2013  | 2014  | 2015  | 2016  | 2017  | 2018  | 2019  | 2020   | 2021  | 2022  |
| ------------------- | -------- | ----- | ----- | ----- | ----- | ----- | ----- | ----- | ----- | ----- | ----- | ------ | ----- | ----- |
| Оборот              | 266,4... | 368,1 | 470,2 | 467,2 | 451,2 | 421,1 | 265,0 | 233,6 | 305,2 | 388,4 | 344,9 | 180,5  | 261,5 | 381,3 |
| Чистая прибыль      | 19,49... | 20,47 | 31,19 | 26,84 | 16,53 | 14,73 | 2,200 | 4,777 | 13,44 | 23,35 | 15,84 | -21,68 | 20,10 | 42,31 |
| Активы              | 187,4... | 322,6 | 345,3 | 360,3 | 357,5 | 353,1 | 340,2 | 411,3 | 407,1 | 399,2 | 404,3 | 379,3  | 404,4 | 443,0 |
| Собственный капитал | 86,07... | 148,0 | 169,5 | 188,5 | 180,0 | 172,0 | 162,9 | 186,6 | 194,4 | 198,6 | 186,5 | 158,5  | 175,3 | 190,5 |

Shell ведёт геологическую разведку и добычу нефти и газа в более чем 70 странах мира. Доказанные запасы нефти и газа на конец 2021 года составляли 9,365 млрд баррелей в нефтяном эквиваленте, из них нефти 4,581 млрд баррелей, газа 27,74 трлн куб. футов = 785,6 млрд кубометров; более трети запасов нефти и газа приходятся на Азию. В 2021 году было добыто 1,229 млрд баррелей нефти и газа (3,237 млн баррелей в день; для сравнения, мировая добыча нефти составляла 97,3 млн баррелей в день, из них страны ОПЕК 32,3 млн, США 9,3 млн баррелей). Стоимость добычи барреля нефти была самой низкой в Азии и Южной Америке — менее 6 долларов, в Австралии она составляла 9 долларов, в Африке и Северной Америке 11 долларов, в Европе — 21 доллар.
Расходы на научно-исследовательскую деятельность в 2017 году составили $922 млн, основные центры находятся в Индии, Нидерландах и США, а также Бразилии, КНР, Германии, Катаре и Омане.

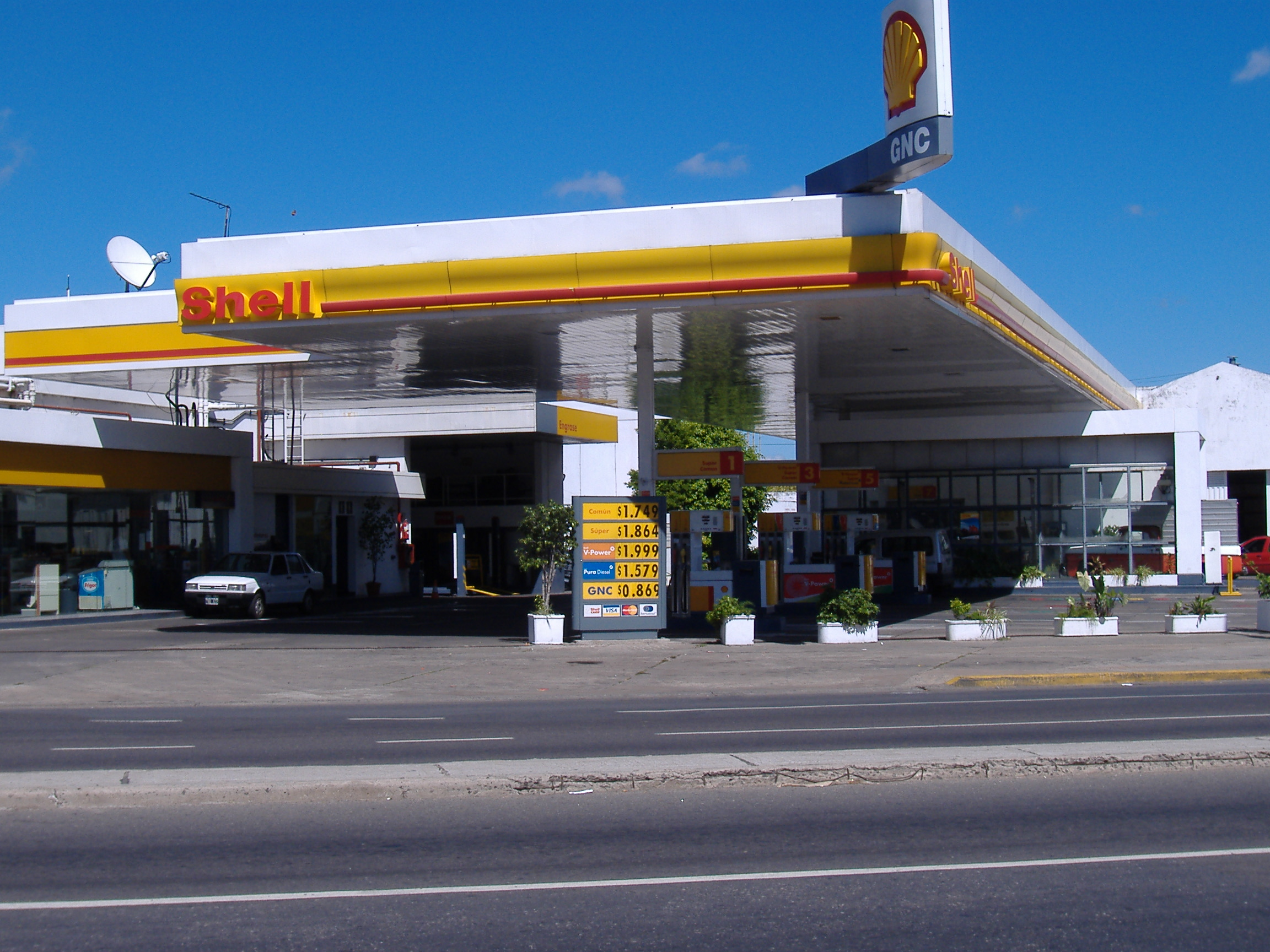
АЗС Shell в Росарио (Аргентина)

## Регионы деятельности

### Европа
Из стран Европы наиболее значительно присутствие Royal Dutch Shell в Нидерландах. Shell и ExxonMobil являются партнёрами в компании Nederlandse Aardolie Maatschappij B.V., которой принадлежит 60-процентная доля в Гронингенском газовом месторождении (40 % у правительства Нидерландов), которое в 2017 году дало 21,6 млрд кубометров газа. Такая же доля принадлежит компании и в участке Schoonebeek с материковыми и шельфовыми месторождениями природного газа. Участие в газохранилище GATE LNG (доля Shell 1,4 млн тонн в год). В Нидерландах находится второй крупнейший нефтеперерабатывающий завод компании в городе Пернис производительностью 404 тысячи баррелей в день и химический завод в Мэрдийке (Moerdijk).
Дочерняя компания в Норвегии Gasnor AS (100 %) обеспечивает суда и промышленных потребителей сжиженным газом. Также есть доли в добыче нефти и газа на норвежском шельфе (Draugen, 44,6 %, Gaupe, 60 %, Knarr 45 %, Ormen Lange, 17,8 %).
В Великобритании работает два химических завода (Моссморран и Стэнлоу), а также есть 50-процентная доля в терминале Dragon LNG (получение газа из сжиженного газа). Месторождение Penguins в Северном море в территориальных водах Великобритании, было открыто в 1974 году, его разработка началась в 2002 году (в партнёрстве с ExxonMobil). Также на британском континентальном шельфе Royal Dutch Shell принадлежит ещё несколько участков.
В Италии компания участвует в добыче нефти в Валь д’Агри (39,23 %) и Темпа Росса (25 %).
В Греции у Shell есть 49-процентная доля в газораспределительных компаниях Attiki Gas Supply Company S.A. и Attiki Natural Gas Distribution Company S.A.
В Германии работает три нефтеперерабатывающих завода (Миро, Райнланд и Шведт) общей производительностью 826 тысяч баррелей в день.

### США
Основой деятельности в США является Shell Oil Company со штаб-квартирой в Техасе. Добыча в основном ведётся в Мексиканском заливе, который даёт около 15 % всей нефти, добываемой группой Royal Dutch Shell (247 тысяч баррелей в день); также есть месторождения нефти в Калифорнии и месторождения сланцевого газа в штатах Луизиана, Пенсильвания, Техас и Вайоминг (дающих в сумме 137 тысяч баррелей в нефтяном эквиваленте в день). Основные центры добычи в Мексиканском заливе: На Кика (месторождение Аппоматокс), Cardamom, Kaikias, Mars A, Mars B, Stones, Vito, Perdido, Auger, Ursa, Enchilada/Salsa, Ram Powell, Whale, доля группы в этих проектах варьируется от 38 до 100 %.
Под торговой маркой Shell в США работает около 14 тысяч автозаправок, а также ряд нефтеперерабатывающих (общей производительностью 922 тысячи баррелей в сутки) и химических заводов. На стадии завершения строительства находится комплекс по производству этана из сланцевого газа в штате Пенсильвания — Pennsylvania Petrochemicals Complex.
В США Royal Dutch/Shell Group присутствует с 1912 года, первоначально продавала импортированные нефтепродукты, но вскоре обзавелась собственными добывающими и перерабатывающими мощностями в этой стране. С 1920-х годов группе принадлежало 60—65 % акций американской компании, в 1985 году были куплены остальные и Shell Oil Company стала полностью подчинённой дочерней компанией британско-нидерландской группы.
Shell несколько раз предпринимала попытки добычи нефти в Арктике в море Бофорта близ Аляски. С 1988 года там находилось буровое судно Kulluk, там же был намыт искусственный остров под названием Нортстар с размещенной на нём нефтяной скважиной. В 2013 году Shell с помощью того же судна Kulluk пыталась возобновить работы, но столкнулась с серьёзными техническими проблемами и проект был приостановлен. 11 мая 2015 года, администрация президента США Барака Обамы разрешила Shell начать бурение нефтяных скважин в арктических водах у побережья Аляски, по оценкам министерства внутренних дел США, аляскинские месторождения могут дать более 20 млрд баррелей нефти и 2,5 трлн кубометров природного газа. На 2017 год права на добычу нефти в Арктике были проданы итальянской компании Eni.

### Канада
Добыча нефти и газа в основном сосредоточена в провинциях Альберта и Британская Колумбия. Royal Dutch Shell имеет доли в 882 скважинах для добычи сланцевого газа, средний уровень в 2017 году составлял 129 тысяч баррелей в нефтяном эквиваленте в день. Также Shell разрабатывает Атабасканские нефтяные пески в Альберте. У восточного побережья компания участвует в проекте по глубоководной добыче газа Sable Offshore Energy (ДОЛЯ 31 %). Royal Dutch Shell является оператором проекта Quest CCS по улавливанию и консервации углекислого газа (более 1 млн тонн в 2017 году). На стадии завершения строительства комплекс на западе Канады по производству сжиженного газа LNG Canada(.

### Южная Америка
Добыча сланцевого газа в Аргентине (месторождение Вака-Муэрта), глубоководная добыча нефти у побережья Бразилии (включая проект Parque das Conchas), добыча природного газа в Боливии и на Тринидаде и Тобаго, а также предприятия по производству сжиженного газа (производительностью 5,3 млн тонн на Тринидаде и Тобаго, 0,9 млн тонн в Перу).

### Австралия и Новая Зеландия
Австралийские активы Royal Dutch Shell включают доли в добыче природного газа на австралийском шельфе: бассейны Карнарвон (25 %) и Брауз (67 %), Тиморское море (26,6 %), а также в предприятиях по производству сжиженного газа (11,1 млн тонн). В Новой Зеландии также добывается газ на участках Мауи (83,75 %) и Похокура (48 %), а также в Большом Южном бассейне (61 %). В 2018 году Shell продала свои активы в Новой Зеландии австрийской OMV и новозеландской компании Todd.

### Нигерия
В 1936 году Royal Dutch Shell основала в Нигерии совместное предприятие с предшественницей British Petroleum; экспорт нефти начался в 1958 году. С 1973 года участником предприятия стало правительство Нигерии, в последующие годы доля правительства возрастала, а British Petroleum постепенно вышла из проекта. В 1979 году совместное предприятие было преобразовано в компанию Shell Petroleum Development Company of Nigeria, в которой контрольный пакет принадлежал Нигерийской национальной нефтяной корпорации (55 %), Shell принадлежало 30 %, Total — 10 %, Eni — 5 %, оператором нефтедобычи оставалась Shell. В 1990 году в зоне разработки нефти было создано движение за выживание народности Огони, возглавляемое поэтом Кена Саро-Вива, которое начало кампанию за более справедливое распределение дохода от нефтедобычи и возмещение экологического ущерба. В январе 1993 года были организованы массовые акции протеста против Shell, подавленные нигерийской армией; в апреле этого года Shell объявила о планах разработки нефти в территориальных водах Нигерии, работы на материке к концу 1990-х постепенно сворачивались (хотя ещё в 2003 году добыча нефти продолжала превосходить 1 млн баррелей в день). В 2006 году военизированная группировка за освобождение дельты реки Нигер начала атаки на объекты Shell. В 2010 году Shell распродала часть материковых активов, сконцентрировавшись на морской добыче нефти.
В Нигерии добыча нефти и газа составляет 266 тысяч баррелей в день. Оператором работ на материковой части страны является Shell Petroleum Development Company of Nigeria Limited, в которой доля Shell составляет 30 %, глубоководную добычу в территориальных водах ведёт полностью подчинённая дочерняя компания Shell Nigeria Exploration and Production Company Limited (SNEPCo), основной проект — Нефтяное месторождение Бонга. Количество производимого в Нигерии сжиженного газа составляет 5,2 млн тонн.

### Остальная Африка
В Египте работает совместное предприятие с Египетской нефтяной корпорацией Badr Petroleum Company, добывающее нефть и газ в Западной пустыне, ещё два совместных предприятия с тем же партнёром добывают природный газ на шельфе у дельты Нила. В Египте работает предприятие по производству сжиженного газа мощностью 0,2 млн тонн.
Доля в Западноафриканском газопроводе (West African Gas Pipeline Company) составляет 17,9 %. Добыча природного газа на шельфе Танзании (60-процентная доля в участке площадью 4 тысячи км²). Также у Shell есть доли в месторождениях в Габоне, Алжире, Кении, Намибии, ЮАР и Тунисе. В ЮАР имеется нефтеперерабатывающий комплекс (Дурбан, доля 36 %, производительность 165 тысяч баррелей в сутки).

### Россия
Royal Dutch Shell участвует в разработке Сахалинского шельфа (проект СРП «Сахалин-2» (доля 27,5 %, партнёры — ОАО «Газпром» и японские Mitsui Group и Mitsubishi Corporation) и месторождений Салымской группы в Ханты-Мансийском автономном округе (50-процентная доля в Салым Петролеум Девелопмент Н.В. — СП с компанией Sibir Energy). Также Royal Dutch Shell принадлежат лицензии на разведку и добычу на участках Северный Воркутинский 1, Северный Воркутинский 2 и Сыряга (Республика Коми, Тиман Печора). Производство сжиженного газа в России составляет 3,1 млн тонн в год.
В декабре 2021 года «Shell» продала за 9,5 млрд долларов активы в Пермском бассейне компании ConocoPhillips с прогнозируемой добычей на уровне 200 млн баррелей нефти в сутки в 2022 году.
Shell в России активно занимается маркетингом смазочных материалов — на долю концерна приходится около 20 % всего импорта моторных и индустриальных масел в Россию. В аэропорту Домодедово Shell заправляет топливом более 30 авиакомпаний. Развивается маркетинг продуктов нефтехимии. В Санкт-Петербурге, Москве, Ленинградской, Московской, Вологодской и других областях у компании имеется сеть АЗС (на июнь 2013 года — 100 станций). В августе 2009 года в Торжке (Тверская область) начато строительство завода смазочных материалов Shell стоимостью $100 млн. 3 октября 2012 года состоялось открытие завода. В год планируется производить 200 млн литров продукции. Завод Shell в Торжке входит в региональную группу, объединяющую производящие смазочные материалы Шелл заводы в Европе и Африке. Продукция завода поставляется в Россию, Беларусь, Казахстан и Украину.
28 февраля 2022 года Shell объявила о выходе из всех совместных предприятий с Газпромом в связи с санкциями, наложенными на российского партнёра, вследствие действий России на территории Украины. Компания прекратила производство авиатоплива и смазочных материалов, отказалась от покупки российской нефти и анонсировала закрытие всех заправок в России. 6 мая 2022 года компания заявила о закрытии своего завода в Торжке и всех АЗС до момента их продажи новому владельцу. 12 мая стало известно, что покупателем российских активов Shell станет ПАО «Лукойл». Представитель компании Хайберт Вигевено сообщил, что при этом все сотрудники «Шелл Нефти» сохранят работу.
Как сообщило агентство Bloomberg, Shell выйдет из «Сахалина-2» ни с чем. Ранее в этом году компания уже списала 27,5 % акций этого проекта на сумму 1,6 миллиардов долларов.

### Украина
Бизнес Shell Retail вышел на украинский рынок в 2007 году. С тех пор сеть АЗС под брендом Shell управляется Royal Dutch Shell. Shell Retail Ukraine географически входит в кластер Центральной и Восточной Европы Shell Downstream Retail. На сегодняшний день сеть АЗС Shell насчитывает 132 станции в 18 регионах Украины, в Shell на Украине работает более 1500 человек.

### Азия
Добычу нефти и газа на территории Брунея (включая территориальные воды) ведёт совместное предприятие Brunei Shell Petroleum Company Sendirian Berhad (по 50 процентов Shell и правительство Брунея). Большая часть газа продаётся заводу по производству сжиженного газа Brunei LNG Sendirian Berhad, в котором у группы 25-процентная доля, производительность — 1,6 млн тонн в год.
В КНР есть совместное предприятие с China National Petroleum Corporation по разработке месторождения газа Чанбей (Changbei I и Changbei II). В совместном владении China National Offshore Oil Corporation и Shell находится крупнейший в КНР нефтехимический комплекс Наньхай (CSPC Petrochemical Complex, округ Фошань провинции Гуандун). Строительство этого комплекса проходило с 2002 по 2006 год и обошлось $4,3 млрд, в 2018 году он был расширен, производительность дошла до 2,3 млн тонн в год, из них 320 тысяч тонн моноэтиленгликоля, производимого по эксклюзивной технологии OMEGA.
В Индии Royal Dutch Shell представлена 30-процентной долей в участке по добыче нефти и газа Panna/Mukta, а также участием в газораспределительной компании Мумбаи (32,5 %) и терминале по газификации сжиженного газа в штате Гуджарат (74 %).
В Казахстане у Royal Dutch Shell есть значительные интересы. Это нефтяной участок Карачаганак, в котором у Shell доля 29,25 %, он даёт 393 тысячи баррелей в день. Также у группы есть доля 16,8 % в Кашаганском проекте (месторождение Кашаган, Атырау, Каспийское море); участок площадью 3400 км² даёт 370 тысяч баррелей в день. кроме этого у Shell есть дочерняя компания Pearls PSC (55 %), которой принадлежат ещё два участка в Каспийском море, Ауэзов и Хазар, общей площадью 520 км². Доля Shell в консорциуме каспийского нефтепровода, соединяющего Каспийское море с Чёрным по территории Казахстана и России, составляет 7,43 %.
В Малайзии компания ведёт глубоководную добычу нефти и газа у островов Сабах и Саравак, включая проекты Malikai (доля 35 %) и Gumusut-Kakap (доля 29 %). Участие в компаниях по производству сжиженного газа Malaysia LNG Tiga (15 %, 1,3 млн тонн) и жидкого топлива из газа Shell MDS (72 %, 14,7 тысяч баррелей).
В Омане Royal Dutch Shell имеет 34-процентную долю в компании Petroleum Development Oman (60 % у правительства Омана), которая является оператором 160 нефтегазовых участков общей площадью 86 тысяч км². Участие в компании по производству сжиженного газа Oman LNG LLC (30 %, 2 млн тонн).
В Ираке компания имеет 44-процентную долю в газовой компании Basrah Gas Company. Также в 2009 году Royal Dutch Shell получила доли в двух нефтяных участках (Западная Курна и Маджнун), но в 2017 году вышла из этих проектов.
В Катаре предприятие по производству жидкого топлива из газа Pearl GTL в Рас Лаффан за сутки перерабатывает 45 млн кубометров природного газа в 140 тысяч баррелей жидкого топлива; начало работу в середине 2011 года, на полную мощность работает с 2012 года, стоимость проекта оценивается в $24 млрд. Это предприятие, крупнейшее такого типа в мире, находится в совместной собственности с Qatar Petroleum. Также есть 30-процентная доля в комплексе Qatargas 4, включающий добычу газа на севере Катара и его сжижение (2,4 млн тонн в год).
В Сингапуре находится Shell Eastern Petrochemicals Complex, крупнейший нефтеперерабатывающий комплекс Royal Dutch Shell (остров Пулау Буком, производительность 463 тысячи баррелей в день), который также включает нефтехимический завод, производящий этилен, бутадиен, бензол, моноэтиленгликоль и пропилен; его строительство началось в 2006 году, в 2010 году достиг номинального уровня производительности. Совместное предприятие с KS Investments (часть Keppel Corporation) обеспечивает сжиженным газом суда в сингапурском порту.
В Таиланде ведётся добыча природного газа в Сиамском заливе (участки Bongkot и G12/48, доля 22,2 %), это месторождение даёт пятую часть потребляемого страной газа.
В Саудовской Аравии есть нефтеперерабатывающий завод в Аль-Джубайль (доля 50 %, производительность 292 тысячи баррелей в день).
Из других стран Азии Royal Dutch Shell представлена в Индонезии (добыча газа на шельфе, проект INPEX Masela Ltd, 35 %), Филиппинах (проект Malampaya), ОАЭ (доля 15 % в компании ADNOC Gas Processing, обрабатывающей и экспортирующей природный газ), Иордании, Кувейте, Монголии, Мьянме, Палестине и Турции.

### Сценарии Shell
Shell стала одной из первых мировых нефтяных компаний, которая в 1970-е годах разработала и предложила сценарии касательно будущего развития мирового энергетического рынка. Использование сценариев позволяет компаниям выстраивать свою стратегию развития, управлять рисками, предугадывать и понимать динамику изменений на нефтегазовых рынках. Последняя версия сценариев «Shell energy scenarios to 2050» была обновлена и представлена компанией в 2011 году.

## Спонсорство
Компания Shell является одним из самых крупных и многолетних спонсоров автогонок «Формула-1» и команды «Феррари».

## Критика
В 2007 году международное общество «Друзья Земли» заявило, что ущерб, нанесённый деятельностью компании Shell по добыче нефти, как локальным сообществам, так и глобально, может быть оценен в $20 млрд.

### Нигерия
В начале 1996 года Shell, как крупнейшему добытчику нефти в Нигерии, было вменено в вину сотрудничество с военным режимом в этой стране, что привело к физическому устранению поэта Кена Саро-Вива — борца с нефтяными вышками. Иски были предъявлены Shell и Брайану Андерсону, руководителю её нигерийского отделения. В 2009 году Shell согласилась выплатить $15,5 млн для урегулирования правового спора. Компания Shell не признала какой-либо ответственности по предъявленным пунктам обвинения против неё.
В 2009 году компания Shell была предметом доклада Amnesty International о нарушении прав человека, как следствии деятельности компании Shell в дельте реки Нигер. В частности, Amnesty критикует продолжающуюся деятельность по сжиганию попутного газа и медленную реакцию компании Shell на разливы нефти. Документы 2009 года показывают, что Shell регулярно производит выплаты нигерийским военным, чтобы предотвратить протесты.
Деятельность Shell в дельте реки Нигер привело к чрезвычайному загрязнению окружающей среды. Многие нефтепроводы, принадлежащие Shell в этом районе, старые и проржавевшие. Это привело к многочисленным разливам нефти в этой области, которые привели к деградации окружающей среды, уничтожению растительности и рыбы. Shell признала проблему с нефтепроводами, но отрицает ответственность за экологические загрязнения. Это привело к массовым протестам против Shell жителей в дельте реки Нигера и Amnesty International. В августе 2011 года был опубликован доклад ООН, критикующий Shell и правительство Нигерии за продолжавшееся 50 лет загрязнение дельты Нигера, на очистку которого, по рассчётам авторов доклада, потребуется до 30 лет и по крайней мере миллиард долларов.

### Америка
Shell также ответственна за крупнейший в мире разлив нефти из когда-либо происходивших в пресных водах. 15 января 1999 года танкер Shell Estrella Pampeana столкнулся с другим танкером в эстуарии Ла-Плата рядом с городом Магдалена (Аргентина), из-за чего все его содержимое (33 350 баррелей нефти) вылилось, что привело к загрязнению окружающей среды, гибели растительности и животных. В 2009 году было достигнуто соглашение, по которому Shell заплатила властям города 9,5 млн долларов в качестве возмещения ущерба.

### Арктика
В июле 2012 активисты Гринписа блокировали работу 53 шелловских АЗС в Эдинбурге и Лондоне, протестуя против планов компании по бурению нефтяных скважин в Арктике. Движение Гринпис «Защитим Арктику» ставит себе целью предотвратить бурение нефтяных скважин и промышленный лов рыбы в Арктике и добиться признания Арктики природной территорией международного значения.